# Mônica Fraga
Mônica Fraga dos Santos Dib da Costa (Rio de Janeiro, 18 de janeiro de 1970) é uma atriz e modelo brasileira.

## Biografia
Mônica Fraga ficou conhecida na mídia após fazer um ensaio nu para a revista Playboy de setembro de 1990, cujo título foi: "Monica Fraga, a gata dos Trapalhões nua". Em 1991, foi a vencedora pelos leitores da revista Playboy no "Troféu Bumbum", tendo o pôster gigante como grande destaque. 1992 seria escolhida para estrelar a abertura da novela Pedra sobre Pedra, em que aparecia nua e se transformava em paisagens da Chapada Diamantina, na Bahia. Sua carreira de modelo paulatinamente deu lugar à de atriz, fazendo com que ela participasse de novelas e séries globais, como Cara & Coroa, Por Amor, Senhora do Destino e Você Decide.

## Filmografia
- A Ùltima Cruz (2018).... Maria Madalenna
- A Donzela (2016).... Halle
- A Fàvorita (2016).... Franceskinni
- Por Um Segundo À Mais (2011).... Màrio e Marluce
- Malhação (2010).... Myllena
- Paraíso (2009).... Abigàil
- Minha Vida Sem Min (2009) .... Catherine Deneuve
- Senhora do Destino (2004) .... Marcinha Dourado
- Uga Uga (2000) .... Olivia (participação especial)
- Você Decide (1999) (episódio "Dormindo Nas Ruas")
- Você Decide (1999) (episódio "A Morada Da Mooca")
- Você Decide (1998) (episódio "A Ultima Visita Em Marte")
- Você Decide (1998) (episódio "Raiz De Amargura")
- Você Decide (1998) (episódio "A Ultima Vizinha")
- Por Amor (1997) .... Sílvia
- Você Decide (1997) (episódio "Ciúmes")
- Cara e Coroa (1995) .... Leninha
- Santa Ceia (1995).... Maria Madalena
- Tropicaliente (1994) .... Janaína
- Os Trapalhões (1990-1993) .... várias personagens